# Daniel Díez
Daniel Diez (Caracas, 30 de julio de 1976) es un exfutbolista venezolano que jugaba en el Atlético Venezuela de la Primera División. Posteriormente pasó a ejercer como técnico del Deportivo Petare.